# Yangdo-myeon
Yangdo-myeon (koreanska: 양도면) är en socken i landskommunen Ganghwa-gun i provinsen Incheon,  50 km nordväst om huvudstaden Seoul. Yangdo-myeon ligger på den södra delen av ön Ganghwado.